# Губаницкое сельское поселение
Губани́цкое се́льское поселе́ние — упразднённое муниципальное образование на территории Волосовского района Ленинградской области.
Последний административный центр — деревня Губаницы.

## Географические данные
- Располагалось: северо-восточная часть Волосовского района
- Граничило:
  - на севере — с Клопицким сельским поселением
  - на северо-востоке — с Сельцовским сельским поселением
  - на востоке — с Гатчинским муниципальным районом
  - на юго-востоке — с Кикеринским сельским поселением
  - на юге — с Волосовским городским поселением
  - на западе — с Терпилицким сельским поселением
- По территории поселения проходили автомобильные дороги:
  - 41А-003 (Кемполово — Выра — Шапки)
  - 41К-013 (Жабино — Волосово — Сосново — Вересть)
- Расстояние от бывшего административного центра поселения до районного центра — 6 км[3]
- На территории упразднённого поселения находится небольшое карстовое озеро Хюльгюзи

## История
В начале 1920-х годов в составе Губаницкой волости Петергофского уезда Санкт-Петербургской губернии был образован Губаницкий сельсовет.
14 февраля 1923 года Губаницкая волость вошла в состав вновь образованного Троцкого уезда.
В августе 1927 года Губаницкий сельсовет вошёл в состав Волосовского района Ленинградской области.
В ноябре 1928 года к Губаницкому сельсовету присоединён упразднённый Клопицкий сельсовет.
По состоянию на 1933 год в Губаницкий сельсовет входило 7 населённых пунктов, население — 2435 чел.
С 1 февраля 1963 года по 12 января 1965 года после упразднения Волосовского района сельсовет входил в состав Кингисеппского сельского района.
По данным 1990 года из состава сельсовета выделен Клопицкий сельсовет.
18 января 1994 года постановлением главы администрации Ленинградской области № 10 «Об изменениях административно-территориального устройства районов Ленинградской области» Губаницкий сельсовет, также как и все другие сельсоветы области, преобразован в Губаницкую волость.
1 января 2006 года в соответствии с областным Законом № 64-оз от 24 сентября 2004 года «Об установлении границ и наделении соответствующим статусом муниципального образования Волосовский муниципальный район и муниципальных образований в его составе» образовано Губаницкое сельское поселение, в его состав вошла территория бывшей Губаницкой волости.
В мае 2019 года Губаницкое и Сельцовское сельские поселения влились в Клопицкое сельское поселение.

## Население
| 2006  | 2010  | 2011  | 2012  | 2013  | 2014  | 2015  |
| ----- | ----- | ----- | ----- | ----- | ----- | ----- |
| 3600  | ↘3481 | ↗3492 | ↗3644 | ↗3789 | ↗3891 | ↗3947 |
| 2016  | 2017  | 2018  | 2019  |       |       |       |
| ↗3964 | ↗3979 | ↗3985 | ↘3961 |       |       |       |

## Состав сельского поселения
| №  | Населённый пункт   | Тип населённого пункта          | Население |
| -- | ------------------ | ------------------------------- | --------- |
| 1  | Будино             | деревня                         | ↗136      |
| 2  | Везиково           | деревня                         | ↗21       |
| 3  | Волгово            | деревня                         | ↗195      |
| 4  | Горки              | деревня                         | ↗53       |
| 5  | Губаницы           | деревня, административный центр | ↗332      |
| 6  | Котино             | деревня                         | ↗21       |
| 7  | Красные Череповицы | деревня                         | ↗54       |
| 8  | Курголово          | деревня                         | ↗61       |
| 9  | Муратово           | деревня                         | ↗34       |
| 10 | Ожогино            | деревня                         | ↘28       |
| 11 | Ржевка             | деревня                         | ↘12       |
| 12 | Соколовка          | деревня                         | ↗28       |
| 13 | Сумино             | посёлок                         | ↗1564     |
| 14 | Торосово           | деревня                         | ↗1521     |

Постановлением правительства Российской Федерации от 21 декабря 1999 года № 1408 «О присвоении наименований географическим объектам и переименовании географических объектов в Ленинградской, Московской, Пермской и Тамбовской областях» новой деревне было присвоено наименование Ожогино.

## Местное самоуправление
Последним главой муниципального образования и главой администрации являлся Супрун Сергей Петрович.

## Религия
Церковь во имя святой мученицы Ирины в Волгове
Лютеранская церковь святого Иоанна Крестителя в Губаницах. Капелланом в Губаницком евангелическо-лютеранском приходе в 1680—1686 гг. служил Маттиас Саламниус, поэт и один из основоположников финского литературного языка. Перу Саламниуса принадлежит переложение Нового Завета калевальским стихом в 29 главах и 2265 строфах.

## Достопримечательности
- Усадьба Врангеля в Торосове